# Jour de gloire (film, 2022)
Pour les articles homonymes, voir Jour de gloire.
Pour plus de détails, voir Fiche technique et Distribution.
Jour de gloire est un film français réalisé par Cosme Castro et Jeanne Frenkel, sorti en 2022.
Il est tourné en direct lors de sa diffusion simultanée sur les sites Arte.tv, YouTube et Facebook ainsi que dans une trentaine de salles de cinéma en France, le soir du deuxième tour de l'élection présidentielle française.

## Synopsis
Félix, qui vit en Australie, revient en France le jour du deuxième tour de l'élection présidentielle. Dans le village de son enfance en Lot-et-Garonne, il retrouve son frère aîné, Julien.

## Fiche technique
- Titre original : Jour de gloire
- Réalisation, scénario et dialogues : Jeanne Frenkel et Cosme Castro
- Musique : Flavien Berger
- Décors : Margaux Mémain
- Costumes : Nathalie Saulnier
- Photographie : Hovig Hagopian
- Son : Maxime Berland (plateau), Bruno Morisseau (direct), Étienne Colin (mixage musique L'Horaire et le Temps)
- Montage en direct : Mathieu Duthilleul
- Production : Florent Peiffer, François Pécheux
- Sociétés de production : Arte France, YouBLive, 2P2L
- Pays de production :  France
- Langue originale : français
- Format : couleur
- Genre : drame, métacinéma
- Durée : 67 minutes
- Dates de sortie :
  - France : 24 avril 2022 (diffusion en direct sur Arte.tv, YouTube et dans une trentaine de salles de cinéma[1])

## Distribution
- Félix Moati : Félix
  - Esteban Mella : Félix en 1995
  - Jules Pelletier : Félix en 2002
  - Jo Mattera : Félix en 2007
- Julien Campani : Julien
  - Louis Boin Diaz : Julien en 1995
  - Corentin Courret : Julien en 2002
  - Evren Legrand : Julien en 2007
- Julia Faure : Anna, journaliste et amie d'enfance de Julien et Félix
  - Laura Cervera : Anna en 2007
- Kamel Abdessadok : Kamel, un habitant du village (également narrateur de l'histoire)
- Anne Loiret : Anne, la maire du village
- Flavien Berger : le DJ dans le food truck
- Mathilde Lascazes : la serveuse du bar
- Sylvie Boyer : Madame Rivière, la mère de Félix et Julien
  - Fanny Ambrozio : Madame Rivière en 1995
  - Catherine Labit : Madame Rivière en 2012

## Production
Jour de gloire est filmé à Laroque-Timbaut, dans le Lot-et-Garonne. Il est tourné en temps réel lors de sa diffusion en direct au soir du deuxième tour de l'élection présidentielle française, à partir de 19h et jusqu'à 20h05, soit juste après l'annonce des résultats. La bande originale, composée par Flavien Berger, est également jouée en direct.